# Este (Elba)
|  | Per a altres significats, vegeu «Este (desambiguació)». |

L'Este (en baix alemany Eest) és un riu d'Alemanya que neix a Schneverdingen a l'estat de Baixa Saxònia i que desemboca a l'Elba entre els barris de Cranz i Neuenfeldede l'estat d'Hamburg. Només els darreres dos quilòmetres es troben al districte d'Harburg d'Hamburg. A la seva desembocadura s'ha construït una resclosa antimarejada.

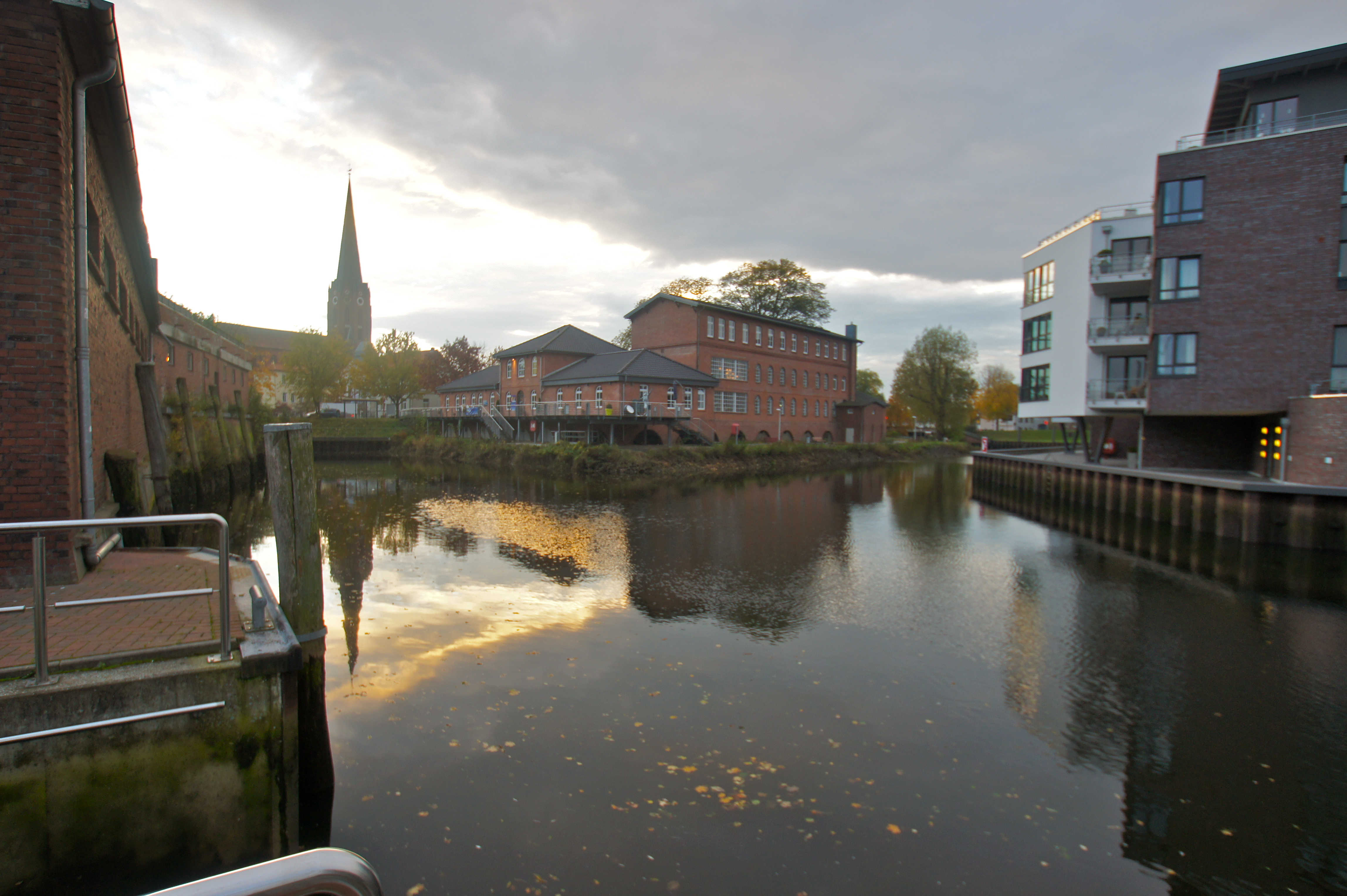
El port de Buxtehude

Des de la font a la landa de la Lüneburger Heide les localitats principals que rega són Schneverdingen, Welle, Tostedt, Hollenstedt, Moisburg, Buxtehude i Jork. De l'Elba fins al port hanseàtic de Buxtehude és navegable a marea alta tot i que la navegació comercial va desaparèixer vers la fi dels anys 1960. A les ribes del riu s'hi trobaven moltes bòbiles i drassanes. Totes van tancar, tret de la drassana Sietas a Neuenfelde.

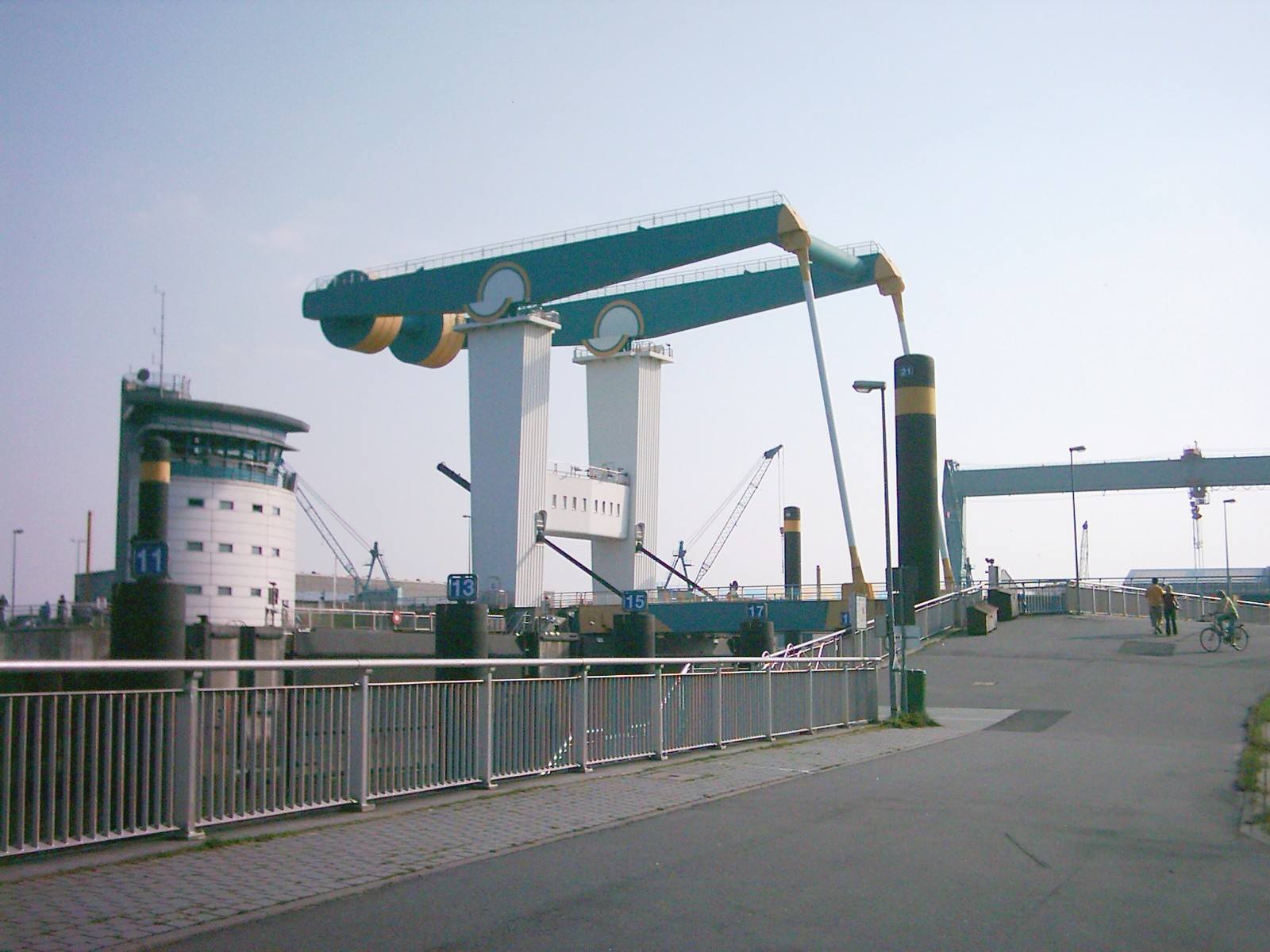
Pont mòbil a la desembocadura amb l'Elba
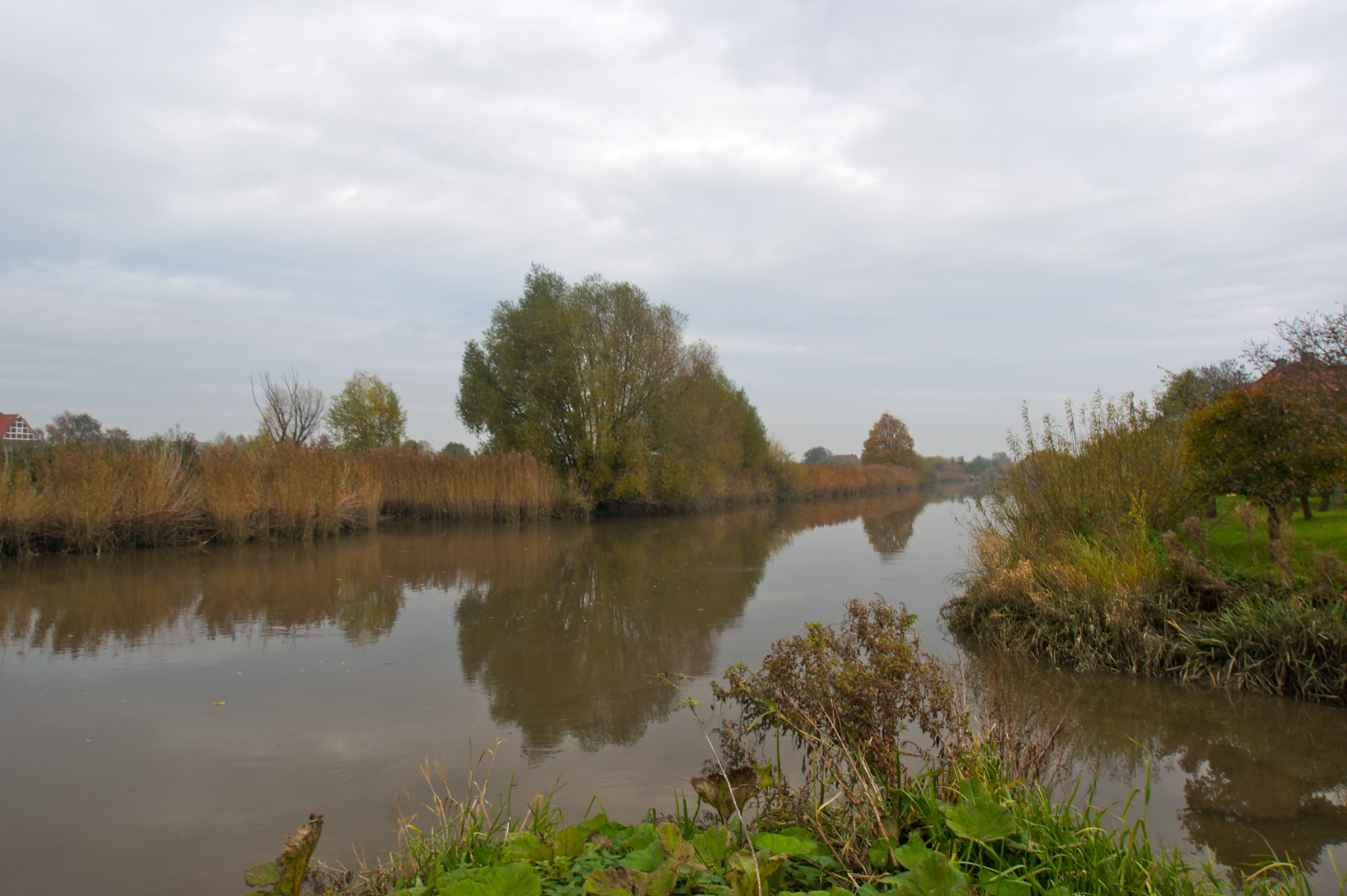
El Moorender Wettern (dreta) es barreja amb l'Este
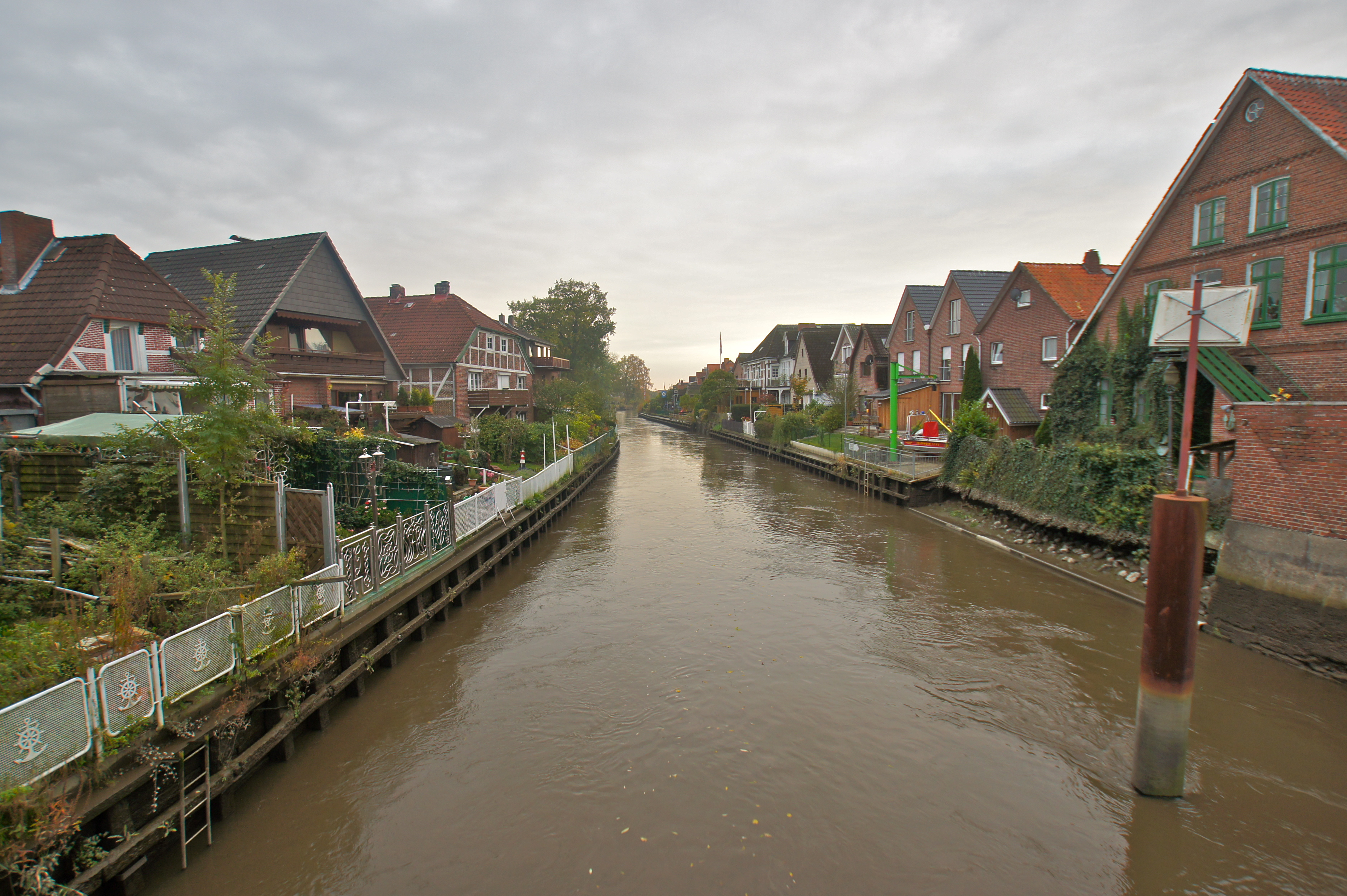
El riu a Eestbrügg (Jork)
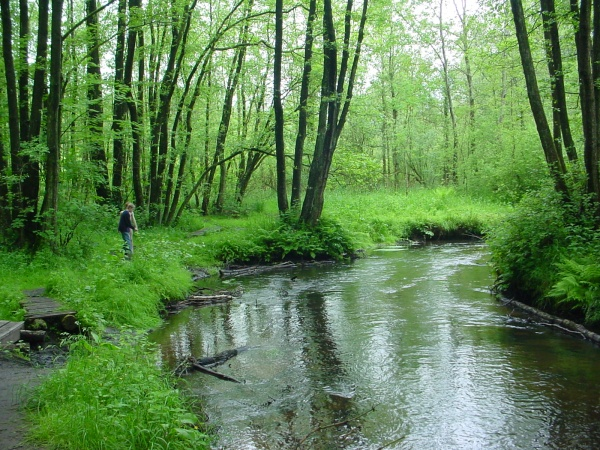
Prop de Kakenstorf

## Afluents
- Liedenkummer Schleusenfleet[1]
  - Liedenkummer Wettern
- Nincoper Schleusenfleth
  - Nincoper Wettern
- Hover Wettern
- Moorender Hauptwettern
  -     - Moorende Finkenreicher Wettern
      - Lange Weg Wettern
      - Esteburg Wettern
      - Rüpker Querwegwettern

  - Alte Hover Wettern
- Vogelsanger Wettern
  - Neulander Wettern
- Landwettern
  - Randkanal Buxtehude-Rübke
    - Landscheidegraben
    - Ketzenbeek/Ovelgönner Moorbek
    - Ketzendorfer Moorbek
    - Elstorfer Moorbek
- Weidbek
- Ostviver
  - Neuer Graben
- Goldbek
  - Viehgraben
- Staersbek
- Appelbeke
  - Moorgraben
- Riethe (Moisburger Bach)
- Aarbach
- Rollbach
- Perlbach
- Seggembek
- Töste
- Drestedter Bach
- Kakenstorfer Bach
- Sprötzer Bach
- Todtglüsinger Bach
- Schmokbach
- Langeloher Bach
- Fulaubach
  - Kampener Bach

## Llocs d'interès
- La ciutat de Buxtehude
- El sender per a vianants i ciclistes a ambdues ribes
- La Lüneburger Heide
- La barrera mòbil a la desembocadura de l'Elba
- L'antiga barrera mòbil amb el seu pont lliscant a Cranz